# Stadtbezirk Brackel
Brackel ist ein Stadtbezirk Dortmunds. Er liegt im Osten der Stadt Dortmund und grenzt im Norden an den Stadtbezirk Scharnhorst, im Osten an die Stadt Unna, im Südosten an die Gemeinde Holzwickede, im Süden an den Stadtbezirk Aplerbeck, im Westen an den Stadtbezirk Innenstadt-Ost und im Nordwesten an den Stadtbezirk Innenstadt-Nord.
Zum Stadtbezirk Brackel gehören die auch als „Hellweg-Dörfer“ bekannten Stadtteile Wambel, Brackel, Asseln und Wickede sowie der südlich von Brackel gelegenen Ortsteil Neuasseln.
Der Stadtbezirk ist Standort des auf Wickeder Gebiet gelegenen Flughafen Dortmund.

## Statistik
Zum 31. Dezember 2024 lebten 56.585 Einwohner im Stadtbezirk Brackel.
Struktur der Bevölkerung:
- Bevölkerungsanteil der unter 18-Jährigen: 15,7 % [Dortmunder Durchschnitt: 16,2 % (2018)][2]
- Bevölkerungsanteil der mindestens 65-Jährigen: 23,5 % [Dortmunder Durchschnitt: 20,2 % (2018)][3]
- Ausländeranteil: 13,5 % [Dortmunder Durchschnitt: 22,3 % (2024)][4]
- Arbeitslosenquote: 8,7 % [Dortmunder Durchschnitt: 11,0 % (2017)][5]

Der Bezirk ist in sozio-ökonomischer Hinsicht verhältnismäßig bürgerlich geprägt. Mit Ausnahme des östlichsten Stadtteils Wickede liegen die Arbeitslosenquoten der Stadtteile mitunter deutlich unter dem Dortmunder Durchschnitt. Insbesondere die südlichen Teile von Asseln, Brackel und Wambel weisen teilweise sehr niedrige Arbeitslosenquoten und verhältnismäßig hohe Einkommensdurchschnitte auf.

## Geographie

### Bezirksgliederung
Der Stadtbezirk Brackel gliedert sich in folgende statistische Bezirke und Unterbezirke:
| Nummer | Statistischer | Statistischer           | Anmerkung                                                           |
| Nummer | Bezirk        | Unterbezirk             | Anmerkung                                                           |
| ------ | ------------- | ----------------------- | ------------------------------------------------------------------- |
| 310    | Asseln        | Asseln                  |                                                                     |
| 311    |               | Asselburg               |                                                                     |
| 312    |               | Asseln Dorf             |                                                                     |
| 313    |               | Asseln Hellweg          |                                                                     |
| 314    |               | Kolonie Holstein        |                                                                     |
| 315    |               | Kolonie Neuasseln       | bildet mit dem Unterbezirk Funkturmsiedlung den Ortsteil Neuasseln  |
| 320    | Brackel       | Brackel                 |                                                                     |
| 321    |               | Brackeler Feld          |                                                                     |
| 322    |               | Westheck                |                                                                     |
| 323    |               | Reichshof               |                                                                     |
| 324    |               | Brackel Dorf            |                                                                     |
| 325    |               | Brackel Hellweg         |                                                                     |
| 326    |               | Knappschaftskrankenhaus |                                                                     |
| 327    |               | Hauptfriedhof           |                                                                     |
| 328    |               | Funkturmsiedlung        | bildet mit dem Unterbezirk Kolonie Neuasseln den Ortsteil Neuasseln |
| 330    | Wambel        | Wambel                  |                                                                     |
| 331    |               | Wambel Dorf             |                                                                     |
| 332    |               | Breierspfad             |                                                                     |
| 333    |               | Pferderennbahn          |                                                                     |
| 340    | Wickede       | Wickede                 |                                                                     |
| 341    |               | Wickeder Feld           |                                                                     |
| 342    |               | Wickede Dorf            |                                                                     |
| 343    |               | Dollersweg              |                                                                     |
| 344    |               | Flughafen               |                                                                     |

## Kultur und Sehenswürdigkeiten

### Bauwerke
Die Denkmalliste der Stadt Dortmund umfasst im Stadtbezirk Dortmund-Brackel 41 Baudenkmale, darunter 14 landwirtschaftliche Gebäude, 11 Wohnhäuser oder Wohnsiedlungen, 5 Sakralbauten, 4 öffentliche Gebäude, 3 Wohn- und Geschäftshäuser, 2 Friedhöfe, 1 Kleindenkmal und 1 Verkehrsanlage.